# Volksbank Versmold
Die Volksbank Versmold eG ist eine regionale Genossenschaftsbank mit Sitz in der nordrhein-westfälischen Stadt Versmold im Kreis Gütersloh.

## Geschichte
Am 24. April 1926 wurde die Volksbank Versmold eG als ursprüngliche Spar- und Darlehnskasse Versmold am Stammsitz Münsterstraße 20 in Versmold gegründet. Die Volksbank Loxten eG mit dem Sitz in Loxten, welche bereits seit 1916 existierte, fusionierte im März 1987 mit der Volksbank Versmold eG. Im Jahr 2000 kam die Spar- und Darlehnskasse Oesterweg eG mit dem Sitz in Oesterweg hinzu, welche das Geschäftsgebiet Versmold weiter bestärkte. Die Spar- und Darlehnskasse Oesterweg eG, deren Ursprung auf das Jahr 1900 zurückzuführen ist, zählt somit als älteste Fusionsbank zur Volksbank Versmold eG.

## Rechtsverhältnisse
Die Volksbank Versmold eG (lt. GnR „Volksbank Versmold e.G.“) ist im Genossenschaftsregister beim Amtsgericht Gütersloh unter GnR 146 eingetragen.

## Organisationsstruktur
Rechtsgrundlagen sind das Genossenschaftsgesetz und die durch die Generalversammlung beschlossene Satzung. Organe der Bank sind der Vorstand, der Aufsichtsrat und die Generalversammlung.

## Sicherungseinrichtung
Die Volksbank Versmold eG ist der amtlich anerkannten Sicherungseinrichtung des Bundesverbandes der Deutschen Volksbanken und Raiffeisenbanken GmbH und der zusätzlichen freiwilligen Sicherungseinrichtung des Bundesverbandes der Deutschen Volksbanken und Raiffeisenbanken e.V. angeschlossen.

## Geschäftsausrichtung
Die Volksbank Versmold eG betreibt das Universalbankgeschäft. Im Verbundgeschäft arbeitet sie mit der DZ Bank, R+V Versicherung, Bausparkasse Schwäbisch Hall, Teambank, VR Leasing, DZ Hyp und der Union Investment zusammen. Als Rechenzentrum und IT-Partner fungiert die Atruvia.

## Geschäftsgebiet
Das Geschäftsgebiet liegt im Nordwesten des Kreises Gütersloh. Die Volksbank Versmold eG betreut in Versmold und Umgebung derzeit ca. 10.800 Kunden.
An diesen Orten betreibt die Bank Filialen:
- Versmold (Hauptstelle, jur. Sitz)
- Oesterweg (Geschäftsstelle)
- Loxten (SB-Geschäftsstelle)

## Gesellschaftliches Engagement
Die Volksbank Versmold eG unterstützt gemeinnützige Institutionen und zahlreiche Projekte im sozialen, kulturellen und sportlichen Bereich; wie z. B. die Förderung der lokalen Schulen und anderer Bildungsträger. Die Volksbank Versmold eG unterstützt die im Jahre 2007 gegründete Bürgerstiftung Versmold, die sich im Wesentlichen für soziale Projekte im Bereich Kinder- und Jugendarbeit in Versmold einsetzt.